# Gösta Sandels (direktör)
Gösta Claésson Sandels, född 13 augusti 1906 i Mariestad i dåvarande Skaraborgs län, död 7 januari 2003 på Lidingö, var en svensk jurist och direktör inom försäkringsbranschen. 
Sandels var son till kaptenen Claes Sandels och Herta Amnéus. Efter studentexamen i Skara 1925 bedrev han språkstudier i England 1926–1927. Han studerade sedan juridik i Uppsala där han blev juris kandidat 1932. Han gjorde tingstjänstgöring i Medelpads västra domsaga 1933–1935 och fick anställning vid Sjöförsäkringsaktiebolaget Öresund 1936, blev biträdande sekreterare i Svenska brandtarifföreningen 1939, direktörsassistent hos försäkringsbolaget Fenix 1942, direktör för Fenix-Heimdall 1943 och Thulebolagen från 1948.
Sandels är begravd på Lidingö kyrkogård. Han gifte sig 1943 med Astrid Björklund (1919–1995), dotter till major Bror Björklund och Greta Engeström. Han är far till juristen Kerstin Sandels (född 1944) och Fredrik Sandels (1947–1971). Gösta Sandels var även bror till professor Stina Sandels (1908–1990) och advokat Claes Sandels (1911-1994).